# Jerónimo Nadal
Jerónimo Nadal (* 11. August 1507 in Palma; † 2. April 1580 in Rom) war ein spanischer Jesuit, der als enger Vertrauter des Ordensgründers Ignatius von Loyola entscheidend dazu beitrug, das Selbstverständnis des noch jungen Ordens zu formen.

## Leben
Nadal studierte zunächst an den Universitäten von Alcalá und Paris, wo er bereits Ignatius von Loyola kennenlernte, dessen Einladung, sich seinem Kreis anzuschließen, jedoch noch ausschlug. 1538 wurde er in Avignon zum Priester geweiht und erhielt von der dortigen Universität den Doktorgrad der Theologie.
Veranlasst durch die Berichte über Missionstätigkeit Franz Xavers in Indien, reiste er 1545 nach Rom, um den von Ignatius gegründeten Orden aus eigener Anschauung kennenzulernen. Dort nahm er unter Leitung Jerónimo Doménechs an den Geistlichen Übungen teil und entschloss sich daraufhin, doch der Gesellschaft Jesu beizutreten. Schnell wurde er zu einem der engsten Mitarbeiter Ignatius’, den er unter anderem bei der Abfassung der Ordensregel unterstützte.
1548 wurde er von Ignatius nach Messina entsandt, wo er gemeinsam mit einer zehnköpfigen Gruppe das erste auch für externe Schüler offene Jesuitenkolleg gründete und einen Lehrplan ausarbeitete, an dem sich später auch die anderen Jesuitenschulen orientierten. Ab 1552 unternahm er, ebenfalls im Auftrag Ignatius’ und seiner Nachfolger im Amt des Ordensgenerals, zahlreiche mehrjährige Reisen durch die verschiedenen europäischen Ordensprovinzen, vermittelte den einzelnen Konventen die Prinzipien der Ordensregel und schlichtete die ersten innerhalb des Ordens auftauchenden Konflikte. Außerdem rekrutierte er in diesem Zusammenhang die Geldgeber für etwa 20 weitere Jesuitenschulen und war damit maßgeblich dafür verantwortlich, dass der Betrieb von Schulen eine der zentralen Aktivitäten des Jesuitenordens wurde.
Nachdem ihn Ignatius im Hinblick auf seine Reisen bereits zeitweise zu seinem Bevollmächtigten ernannt hatte, vertrat er zwischen 1571 und 1572 den abwesenden Ordensgeneral Francisco de Borja auch in Rom als Generalvikar.
Aufgrund des Erstarkens der antispanischen Partei innerhalb des Jesuitenordens zog er sich nach dem Tod Borjas und der Wahl Everard Mercurians zum neuen General im Jahr 1573 zunächst in den Konvent von Hall in Tirol zurück, kehrte 1578 aber nach Rom zurück, wo er 1580 im Alter von 73 Jahren starb.

## Literatur

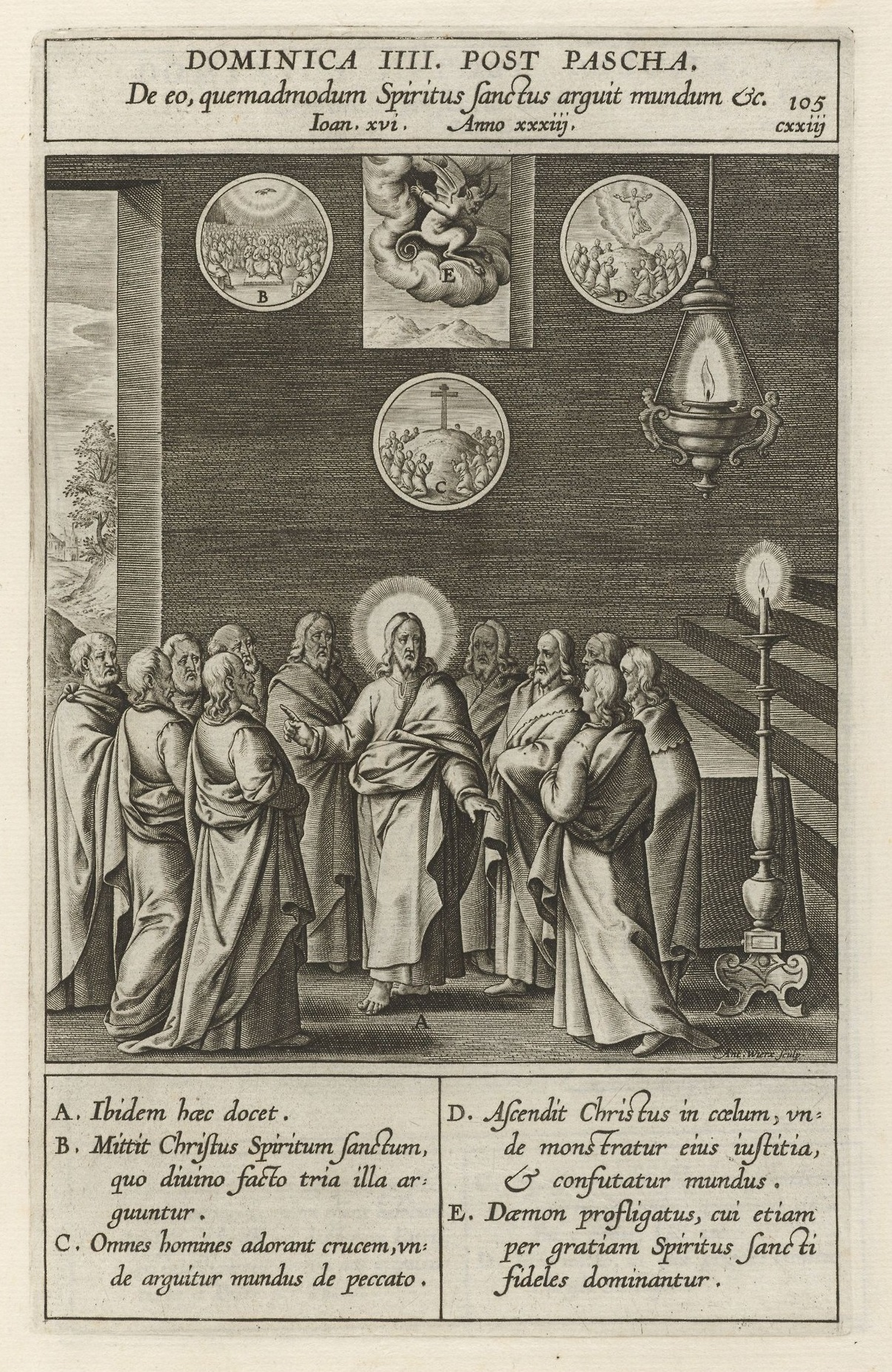
Adnotationes et meditationes in Euangelia quae in sacrosancto Missae sacrificio toto anno leguntur, 1595